# Diamond in the Back
Diamond in the Back è il quinto e ultimo singolo estratto dall'album Chicken-n-Beer di Ludacris. È un campionamento della canzone Be Thankful for What You Got di William DeVaughn. È stato prodotto da DJ Paul & Juicy J. Questo è stato il primo singolo di Ludacris a non entrare nella Top Billboard Hot 100 e nella Top 20 di Billboard Hot R&B/Hip-Hop. Il video musicale è stato prodotto ad Atlanta e presenta cameo di Lil Duval, il comico Shawty, i membri dell'etichetta Disturbing the Peace Shawnna, I-20, Bobby V, 2 Chainz, David Banner e il duo di produttori DJ Paul e Juicy J.

## Riconoscimenti
Diamond in the Back ha raggiunto la posizione numero 94 nella Billboard Hot 100. Nella classifica Hot Rap/R&B ha raggiunto la posizione numero 51. Lupe Fiasco ha anche fatto freestyle su questo strumentale.

### Classifica
| Classifica                    | Pos. |
| ----------------------------- | ---- |
| USA Billboard Hot 100         | 94   |
| USA Billboard Hot R&B/Hip-Hop | 51   |
| USA Billboard Top 40 Rhythm   | 40   |